# 杰奎琳·关
杰奎琳·关（英語：Jacqueline Guan，1994年11月3日—），澳洲華裔女子羽毛球運動員。

## 簡歷
杰奎琳·关在13歲時開始接觸羽毛球運動。
2013年8月，杰奎琳·关參加中國廣州舉行的世界羽毛球錦標賽，與格罗娅·萨莫维尔出戰女子雙打項目。她們在首圈輪空，但在第二圈就以0比2（5-21、5-21）不敵中國的马晋/汤金华出局。

## 主要比賽成績
只列出曾進入準決賽的國際賽事成績：
| 年份   | 賽事                   | 公開賽級別 | 項目     | 搭檔            | 成績   |
| ------ | ---------------------- | ---------- | -------- | --------------- | ------ |
| 2013年 | 大溪地羽毛球國際挑戰賽 | 國際挑戰賽 | 女子雙打 | 格罗娅·萨莫维尔 | 準決賽 |
| 2014年 | 大洋洲羽毛球錦標賽     | 其他       | 混合團體 | －              | 冠軍   |
| 2014年 | 大洋洲羽毛球錦標賽     | 其他       | 女子雙打 | 格罗娅·萨莫维尔 | 冠軍   |
| 2014年 | 大洋洲羽毛球錦標賽     | 其他       | 混合雙打 | 曹善凱          | 亞軍   |
| 2014年 | 悉尼羽毛球國際賽       | 國際挑戰賽 | 混合雙打 | 曹善凱          | 準決賽 |
| 2014年 | 奧克蘭羽毛球國際賽     | 國際系列賽 | 女子雙打 | 塞特亚纳·玛帕萨 | 準決賽 |

| 2007-2017年 | 首要超級賽 | 超級賽 | 黃金大獎賽 | 大獎賽 | 國際挑戰賽 | 國際系列賽 | 未來系列賽 | 其他 |

| 2018-2026年 | 總決賽 | 超級1000賽 | 超級750賽 | 超級500賽 | 超級300賽 | 超級100賽 | 國際挑戰賽 | 國際系列賽 | 未來系列賽 | 其他 |

### 奧運會和世錦賽參賽紀錄
|          | 搭檔            | 2013 | 2014 |
| -------- | --------------- | ---- | ---- |
| 女子雙打 | 格罗娅·萨莫维尔 | 32強 | 32強 |